# Francolim-de-hildebrandt
O francolim-de-hildebrandt ou francolim-de-barriga-branca (Pternistis hildebrandti) é uma espécie de ave da família Phasianidae.
Pode ser encontrada nos seguintes países: Burundi, República Democrática do Congo, Quénia, Malawi, Moçambique, Ruanda, Tanzânia e Zâmbia.